# Eddie Cochran
Eddie Cochran (ur. 3 października 1938 w Albert Lea, zm. 17 kwietnia 1960 w Chippenham, Wiltshire, Anglia) – amerykański piosenkarz, gitarzysta i kompozytor, przedstawiciel białego nurtu we wczesnym rock and rollu. Reprezentował styl rockabilly wywodzący się z muzyki country. Jego wielki przebój Summertime Blues stał się wiodącym utworem nie tylko stylu muzycznego zwanego rockabilly, lecz stylu życia młodzieży amerykańskiej z charakterystycznymi fryzurami i stylem ubierania się. Był też jednym z pierwszych, którzy rozpoczęli eksport rock and rolla do Europy, to jego muzyki słuchali w młodości Jimi Hendrix (dla którego był jedną z inspiracji) czy Beatlesi. Innymi gitarzystami, których zainspirował byli m.in. Eric Clapton i Ritchie Blackmore.

## Życiorys
Pochodził z Oklahomy. W szkole pobierał lekcje muzyki i uczył się grać na perkusji, pianinie i na gitarze. Stał się znany z wykonywanych na gitarze utworów country, które słyszał w radiu. W 1955 roku przeprowadził się wraz z rodzicami do Bell Gardens w Kalifornii. Wkrótce potem założył zespół z dwoma kolegami ze szkoły średniej. Grając dla Amerykańskiego Legionu poznał Hanka Cochrana, który pisał teksty do muzyki country. Wspólnie założyli zespół The Cochran Brothers. W tym też okresie zaczynał pisać pierwsze utwory z Jerrym Capehartem, swoim późniejszym menedżerem. W 1956 roku na prośbę Borisa Petroffa nagrał utwór „Twenty Flight Rock” dla musicalu The Girl Can't Help It. W następnym roku Cochran ponownie nagrał utwór do musicalu, tym razem „Sittin in the Balcony” dla Untamed Youth. Oba utwory były pisane przez innych autorów, ale Eddie Cochran nagrał je w wersji rock and rollowej i po tych wydarzeniach nierzadko nagrywał własne, rock and rollowe wykonania utworów. Poza „Summertime Blues” nagrał jeszcze kilka kolejnych hitów, czyli „C'mon everybody”, „Somethin' Else”, „Weekend”, „Teenage Heaven”, „Three Stars”, „Nervous Breakdown”, „Three Steps to Heaven” czy własne wykonanie „My Way”.

## Śmierć
16 kwietnia 1960 podczas tournée w Wielkiej Brytanii doszło do wypadku. Taksówka, którą jechał Cochran, uderzyła w latarnię. Gene Vincent (1935–1971), który towarzyszył mu podczas koncertów, oraz Sharon Sheeley (1940–2002), autorka tekstów, prywatnie narzeczona Cochrana, odnieśli poważne obrażenia, Cochran zmarł następnego dnia w szpitalu. Wypadek miał miejsce w Chippenham (w Anglii w hrabstwie Wiltshire). Miasto to organizuje od tego czasu coroczne festiwale poświęcone pamięci muzyka.
W 1987 Eddie Cochran został wprowadzony do Rock and Roll Hall of Fame. Jego muzyka była inspiracją dla wielu muzyków i zespołów, poza Jimim Hendrixem i The Beatles byli to m.in. Lemmy, Sid Vicious, The Rolling Stones, The Clash, Bruce Springsteen, Van Halen, Rod Stewart, Cliff Richard, Blue Cheer, Led Zeppelin, The White Stripes, The Sex Pistols, Rush, Paul McCartney, Alan Jackson, Keith Richards i inni.
W 2003 został sklasyfikowany na 84. miejscu listy 100 najlepszych gitarzystów wszech czasów magazynu Rolling Stone.
Jego największy przebój Summertime Blues (1958) został sklasyfikowany na 74. miejscu Listy 500 utworów wszech czasów Magazynu Rolling Stone, z kolei C'mon Eeverybody (1958) znalazł się na 411. pozycji.

## Dyskografia

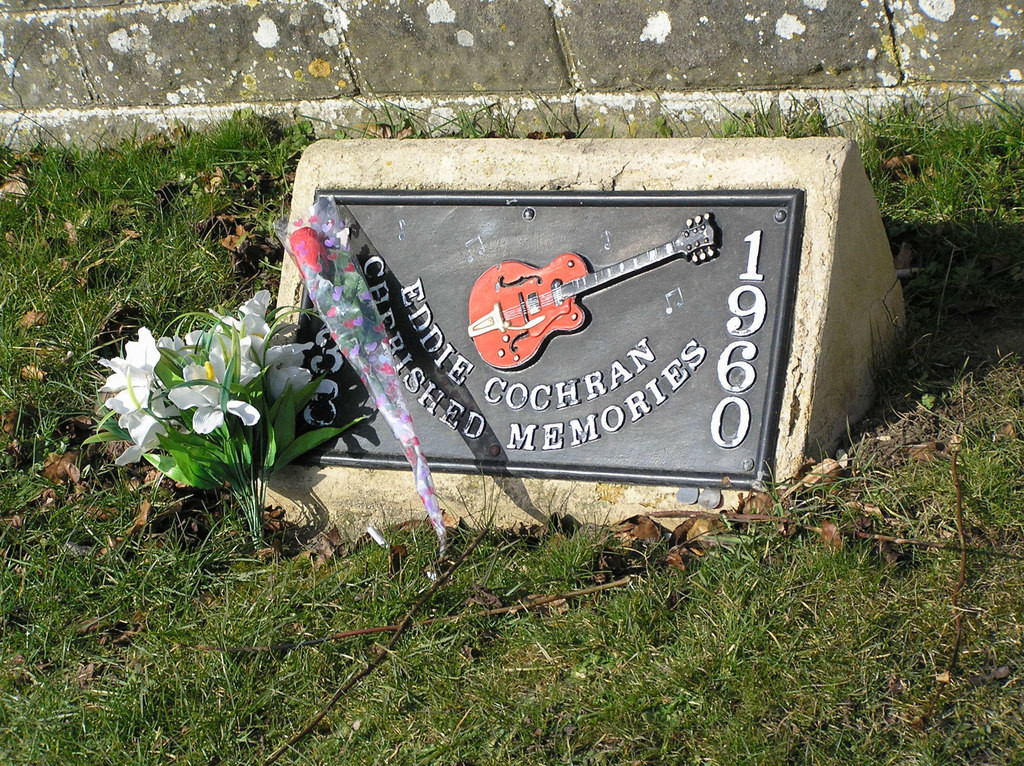
Tablica upamiętniająca w miejscu wypadku, rok 2010

### Albumy studyjne
- Singin' to My Baby (1957)

### Kompilacje
- C'mon Everybody (1959)
- Eddie Cochran (1960)
- My Way (1964)
- Rockin' It Country Style (2003)
- Don't Forget Me (2003)
- One Minute to One (2003)
- Mighty Mean (2003)
- Cruisin' the Drive In (2003)
- L.A. Sessions (2003)